# Vertrag von Ödenburg-Wiener Neustadt
Der Vertrag von Ödenburg-Wiener Neustadt aus dem Jahr 1463 zwischen Kaiser Friedrich III. und König Matthias Corvinus von Ungarn beendete (vorerst) die ersten kriegerischen Auseinandersetzungen zwischen Friedrich III. und dem ungarischen König seit ihrer Doppelwahl 1458/59. Matthias Corvinus erhielt gegen eine Zahlung von 80.000 Gulden die ungarische Stephanskrone zurück, die der Kaiser seit 1440 verwahrt hatte. Friedrich III. anerkannte Matthias Corvinus als König, durfte aber weiterhin nominell den ungarischen Königstitel führen. Zudem sicherte er sich und seinen Nachkommen erstmals das Recht auf die Thronfolge im Falle des erbenlosen Todes des Matthias Corvinus.
Friedrich behielt die westungarischen Herrschaften (Eisenstadt, Hornstein, Forchtenstein, Bernstein, Kobersdorf, Rechnitz, Schlaining, Baumgarten) im heutigen Burgenland. ferner Ödenburg, Kroisbach, Güns, Altenburg im heutigen Ungarn und Theben in der heutigen Slowakei.

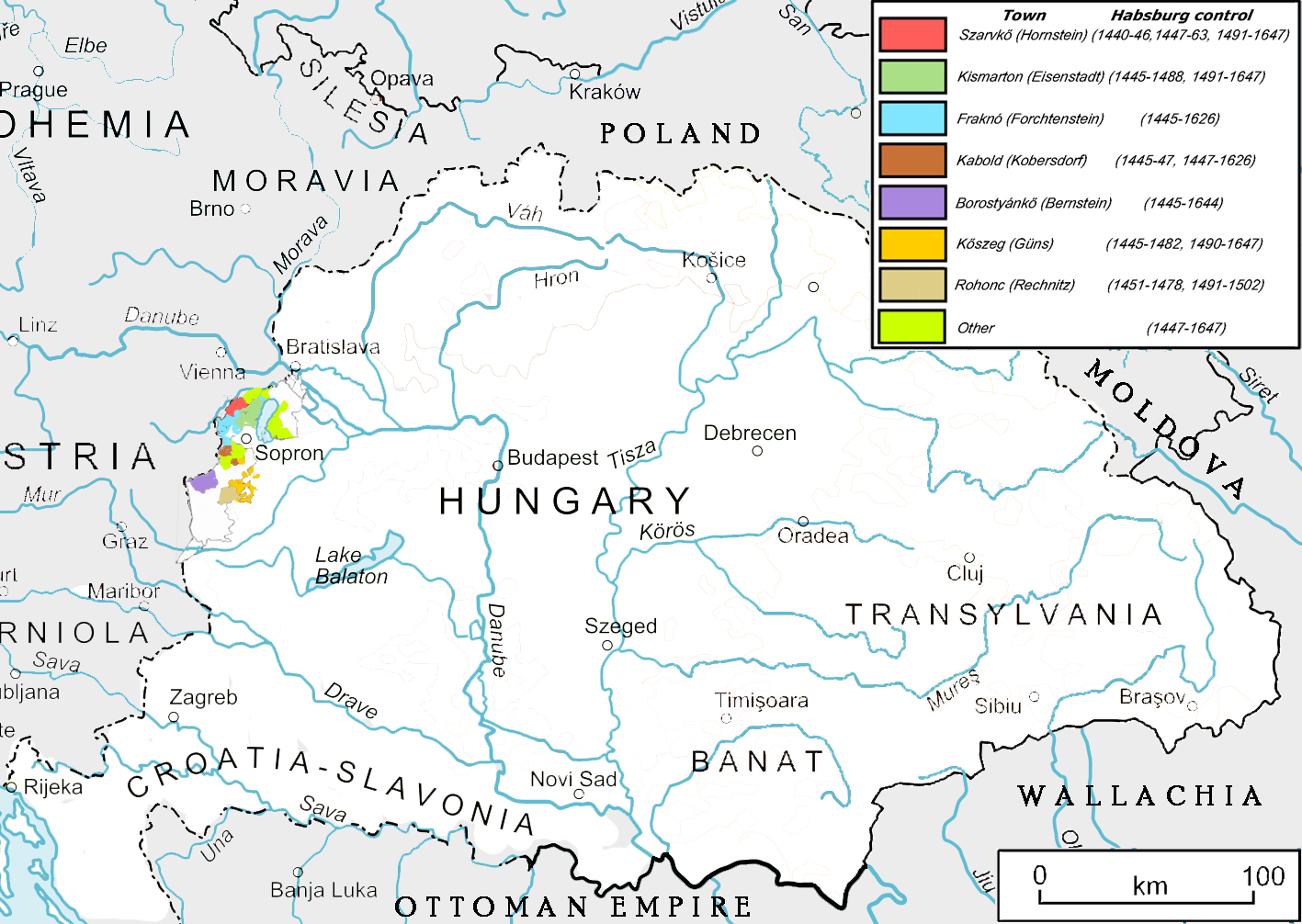
Orte und Burgen unter der Herrschaft der Habsburger

Die ungarische Urkunde wurde am 19. Juli 1463 in Ödenburg ausgestellt, die kaiserliche Urkunde am selben Tag in Wiener Neustadt.
Als Matthias 1490 ohne legitimen Erben starb, konnte der Passus des Vertrags bezüglich des Königstitels zwar noch nicht gegen den neu gewählten König Vladislav durchgesetzt werden, wurde aber von Friedrichs Sohn Maximilian I. 1491 (Friede von Pressburg 1491) und 1515 (Wiener Fürstentag) erneut mit dem ungarischen Königshaus der Jagiellonen vertraglich fixiert. 1526 trat schließlich mit dem Tod von Ludwig II. in der Schlacht bei Mohács der Erbfall für die Habsburger ein.